# Radical 5
El radical 5, representado por el carácter Han 乙, es uno de los 214 radicales del diccionario de Kangxi. Este símbolo representa el segundo de los troncos celestiales. Se utiliza para referirse a la segunda posición de un sistema ordenado. Por ejemplo, en una lista de incisos (A., B., C., etc.) representaría la posición B, .
En mandarín estándar es llamado 乙部　(yǐ bù,«radical segundo grado»), en japonés es llamado  乙部, おつぶ　(otsubu), y en coreano 을 (eul). Este radical puede aparecer dentro de un carácter envolviéndolo por la parte inferior izquierda (por ejemplo, en 乪) o también aparece en la parte inferior del carácter (por ejemplo, en 乯). También suele aparecer en la parte derecha del carácter, con la forma variante 乚 (por ejemplo, en 乳).

## Nombres populares
- Mandarín estándar: 乙字旁, yǐzì páng, «símbolo “segundo grado” puesto a un lado».
- Coreano:새을부, sae eul bu, «radical “eul”-pájaro».
- Japonés: 乙（おつ）, otsu, «segundo grado»;　乙繞（おつにょう）, otsu-nyō «“otsu” envolviendo la parte inferior izquierda»;[1]　釣り針（つりばり）, tsuribari, «anzuelo»; レ, re (por su similitud al carácter silábico «re» de katakana).
- En occidente: Radical «segundo» o «anzuelo».

## Caracteres con el radical 5

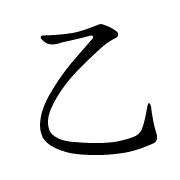

| trazos | carácter                |
| ------ | ----------------------- |
| + 0    | 乙 乚 乛                |
| + 1    | 乜 九                   |
| + 2    | 乞 也 习                |
| + 3    | 乢 乣 乤 乥             |
| + 4    | 乧                      |
| + 5    | 乨 乩 乪 乫 乬 乭 乮 乯 |
| + 6    | 乱 乲                   |
| + 7    | 乳 乴 乵 乶 乷 乸       |
| + 8    | 乹 乺 乻 乼 乽          |
| + 10   | 乾 乿                   |
| + 11   | 亁                      |
| + 12   | 亂 亃 亄                |

## Galería
| Estilos antiguos                                 | Estilos antiguos                  | Estilos antiguos                        | Estilos antiguos                   | Estilos antiguos                   | Estilos empleados actualmente       | Estilos empleados actualmente  | Estilos empleados actualmente    | Estilos empleados actualmente   | Estilos empleados actualmente  |
|                                                  |                                   |                                         |                                    |                                    |                                     | 乙                             | 乙                               |                                 |                                |
| 甲骨文 jiǎgǔwén (escritura de huesos oraculares) | 金文 jīnwén (escritura de bronce) | 简帛 jiǎnbó (escritura de bambú y seda) | 篆文 zhuànwén (escritura de sello) | 篆文 zhuànwén (escritura de sello) | 隸書 lìshū (estilo de los escribas) | 楷書 kǎishū (estilo regular)   | 楷書 kǎishū (estilo regular)     | 行書 xǐngshū (estilo corriente) | 草書 cǎoshū (estilo de hierba) |
| 甲骨文 jiǎgǔwén (escritura de huesos oraculares) | 金文 jīnwén (escritura de bronce) | 简帛 jiǎnbó (escritura de bambú y seda) | 大篆 dàzhuàn (sello grande)        | 小篆 xiǎozhuàn (sello pequeño)     | 隸書 lìshū (estilo de los escribas) | 繁體／繁体 fántǐ (tradicional) | 简体／簡體 jiǎntǐ (simplificado) | 行書 xǐngshū (estilo corriente) | 草書 cǎoshū (estilo de hierba) |